# Álvaro Núñez (físico)
Álvaro Núñez es un doctor en física chileno y profesor asociado de la Universidad de Chile. A inicios de 2017 fue líder del equipo de científicos que logró simular las condiciones de un agujero negro en un laboratorio.

## Biografía
Entra a estudiar Física a la Facultad de Ciencias Físicas y Matemáticas de la Universidad de Chile en 1994; Obtiene su Bachiller universitario en ciencias en Física de la misma universidad en marzo de 2000. Posterior a esto, obtiene su grado de doctorado en Física de la Universidad de Texas en 2006.
Es miembro del Centro para el Desarrollo de la Nanociencia y la Nanotecnología y profesor asociado del Departamento de Física de la Facultad de Ciencias Físicas y Matemáticas de la Universidad de Chile desde 2011.

## Investigación
Su trabajo se centra en la Física de la materia condensada, Nanociencia, espintrónica, nanomagnetismo, y la Mecánica cuántica sin equilibrio.

### Agujeros Negros Magnónicos
En 2016, Núñez desarrolla una investigación junto con Rembert Duine desarrollan un método por el cual se crearon cuasipartículas conformadas por excitaciones magnéticas (magnones) en un sistema sometido a corrientes eléctricas, obteniendo como resultado que la luz fuese capturada por este campo, obligando a los fotones que se comportan de la misma forma que al estar interactuando con un agujero negro. Sus resultados fueron publicados en la revista Physical Review Letters en febrero de 2017.
Este trabajo es relevante debido a que con sus resultados se puede entender de mejor manera el comportamiento de los agujeros negros en el espacio, y que además los procesos analizados en el estudio pueden ser aplicados en la computación cuántica. La noticia de la simulación de un agujero negro obtuvo cobertura mediática chilena e internacional. En 2018, Fundación Imagen de Chile destacó al Dr. Núñez como uno de los investigadores chilenos más relevantes a nivel internacional.

## Publicaciones seleccionadas
Esta es una lista de los trabajos científicos más citados del investigador; para revisar el listado completo revisa el perfil del investigador en Google Scholar.
- Burkov, A. A.; Núñez, Alvaro S.; MacDonald, A. H. (14 de octubre de 2004). «Theory of spin-charge-coupled transport in a two-dimensional electron gas with Rashba spin-orbit interactions». Physical Review B (en inglés) 70 (15): 155308. ISSN 1098-0121. doi:10.1103/PhysRevB.70.155308. Consultado el 8 de mayo de 2020.
- Núñez, A. S.; Duine, R. A.; Haney, Paul; MacDonald, A. H. (14 de junio de 2006). «Theory of spin torques and giant magnetoresistance in antiferromagnetic metals». Physical Review B (en inglés) 73 (21): 214426. ISSN 1098-0121. doi:10.1103/PhysRevB.73.214426. Consultado el 8 de mayo de 2020.
- Wei, Z.; Sharma, A.; Nunez, A. S.; Haney, P. M.; Duine, R. A.; Bass, J.; MacDonald, A. H.; Tsoi, M. (16 de marzo de 2007). «Changing Exchange Bias in Spin Valves with an Electric Current». Physical Review Letters (en inglés) 98 (11): 116603. ISSN 0031-9007. doi:10.1103/PhysRevLett.98.116603. Consultado el 8 de mayo de 2020.
- Duine, R. A.; Núñez, A. S.; Sinova, Jairo; MacDonald, A. H. (18 de junio de 2007). «Functional Keldysh theory of spin torques». Physical Review B (en inglés) 75 (21): 214420. ISSN 1098-0121. doi:10.1103/PhysRevB.75.214420. Consultado el 8 de mayo de 2020.
- Fernández-Rossier, J.; Braun, M.; Núñez, A. S.; MacDonald, A. H. (17 de mayo de 2004). «Influence of a uniform current on collective magnetization dynamics in a ferromagnetic metal». Physical Review B (en inglés) 69 (17): 174412. ISSN 1098-0121. doi:10.1103/PhysRevB.69.174412. Consultado el 8 de mayo de 2020.
- Duine, R. A.; Núñez, A. S.; MacDonald, A. H. (2 de febrero de 2007). «Thermally Assisted Current-Driven Domain-Wall Motion». Physical Review Letters (en inglés) 98 (5): 056605. ISSN 0031-9007. doi:10.1103/PhysRevLett.98.056605. Consultado el 8 de mayo de 2020.
- Duine, R. A.; Núñez, A. S.; MacDonald, A. H. (2 de febrero de 2007). «Thermally Assisted Current-Driven Domain-Wall Motion». Physical Review Letters (en inglés) 98 (5): 056605. ISSN 0031-9007. doi:10.1103/PhysRevLett.98.056605. Consultado el 8 de mayo de 2020.